# Теория вырождения
Теория вырождения (дегенерации) — выдвинутая в XIX веке и быстро ставшая популярной теория, согласно которой различные патологии усиливаются от поколения к поколению, что ведёт к «вырождению» отдельных семей, а, в конечном итоге, и всего общества (этноса). В современной науке опровергнута.
Одним из первых эту теорию обосновал французский психиатр Бенедикт-Огюст Морель, который в 1857 году опубликовал «Трактат о вырождениях физических, умственных и нравственных человеческой породы и о причинах, порождающих эти болезненные разновидности». Морель выдвинул «закон о четырёх поколениях», согласно которому в процессе дегенерации можно выделить четыре поколения, для которых характерны:
- 1-е поколение: «нервный» темперамент, нравственные пороки, склонность к нарушению мозгового кровообращения («мозговым приливам»);
- 2-е поколение: апоплексия, алкоголизм, неврозы (в понимании Б. О. Мореля, к ним причислены эпилепсия, истерия и ипохондрия);
- 3-е поколение: собственно душевные болезни, суицид, социальная несостоятельность;
- 4-е поколение: интеллектуальные, моральные и физические нарушения: в том числе умственная отсталость, шизофрения и кретинизм.

Ученик Мореля Валантэн Маньян утверждал, что «вырождение» намного шире охватывает человечество, чем это принято было думать раньше. Он называл «наследственными дегенерантами» лиц, для которых общим является внутренняя нестабильность, «разрегулированность нервного механизма», приводящая, в том числе, к незрелости психики, необъяснимыми воспитанием «лакунам» в моральной и инстинктивной сферах, эмоциональным дефектам, а также половой холодности или, напротив, сексуальной распущенности.
Одним из ревностных сторонников теории вырождения был Чезаре Ломброзо, родоначальник антропологического направления в криминологии и уголовном праве, основной мыслью которого стала идея о «прирождённом преступнике».
Теория вырождения распространялась и на такую сферу, как искусство. Так, Макс Нордау в 1892 году опубликовал книгу «Вырождение», в которой он критиковал «дегенеративное искусство», порождённое современной урбанистической цивилизацией.
Во второй половине XIX века дарвинизм, описавший механизм и движущие силы биологической эволюции (естественный отбор, борьба за существование), был воспринят многими как долгожданное научное объяснение процессов, происходящих не только в природе, но и в человеческом обществе. «Чрезмерное размножение людей», приводящее, в конечном счёте, к голоду, болезням (прежде всего таким, как туберкулёз и сифилис) и многим другим бедам, по мнению социал-дарвинистов, было следствием ослабленного давления естественного отбора.
Социал-дарвинисты спорили с мальтузианцами, считавшими необходимым сокращение рождаемости. Они указывали, что для человека, как и для всех других видов, наиболее выгодным в эволюционном отношении является избыточное размножение, которое в сочетании с высокой детской смертностью позволяет поддерживать определённый «стандарт качества» народонаселения. Сторонники евгенической регуляции утверждали, что пропаганде сокращения рождаемости наиболее подвержены интеллигентные, образованные люди — самые ценные слои населения, которые, главным образом, и будут сокращать рождаемость, тогда как нищие, неграмотные люди, глухие к пропаганде, будут продолжать стремительно размножаться. Это приведёт к преобладанию в обществе «малоценных» индивидов. Поэтому сторонники евгеники выступали за принудительные меры государственного вмешательства, такие как принудительная стерилизация бродяг, алкоголиков, душевнобольных, «половых извращенцев».
После Первой мировой войны по инициативе сторонников евгеники в различных государствах были приняты законы о принудительной стерилизации. В нацистской Германии (1933—1945) принудительной стерилизации подвергались различные «неполноценные лица»: евреи, цыгане, люди с отклонениями в развитии, душевнобольные, коммунисты и т. д. Затем было принято решение о большей сообразности их физического уничтожения.
Такие политические последствия теории вырождения привели к её дискредитации в научном сообществе.